# Африканская красавка
Африканская красавка, или райский (четырёхкрылый) журавль, или журавль Стэнли (лат. Grus paradiseus) — вид птиц семейства журавлиных, обитающий в Южной Африке и Намибии. У него наименьший ареал среди всего семейства, хотя он достаточно широко распространён и в пределах ареала его численность в 2015 году оценивалась в 25 520 — 25 555 особей. Однако за последние годы эти птицы во многих регионах полностью исчезли или их популяция значительно сократилась. В частности, полное исчезновение вида наблюдается в области Транскей на востоке ЮАР, в Лесото и Эсватини. В других районах, таких как восточные провинции Кейп, Натал и Трансвааль, популяция уменьшилась более чем на 90 %. Африканская красавка считается национальной птицей Южно-Африканской республики.

## Описание
Один из самых маленьких журавлей, хотя и несколько крупнее журавля-красавки — его высота составляет около 117 см, размах крыльев 182 см, а вес 5,1 кг. Оперение голубовато-серое; в верхней части шеи и нижней половине головы несколько темнее. Маховые перья первого порядка чёрные либо свинцово-серые. Маховые перья второго порядка тёмные, сильно удлинены и свешиваются назад почти до земли наподобие шлейфа, закрывая хвост. Их длина достигает 1 м. Как и у журавля-красавки, у африканской красавки в отличие от всех остальных видов журавлей участки голой красной кожи на голове отсутствуют. Перья на голове и лбу светло серые или белые; перья, покрывающие ушные отверстия, на щеках и затылке пепельно-серые. Клюв относительно короткий для журавлей, что говорит о её преимущественно наземном образе жизни в отличие от остальных водных видов. Ноги чёрные. Половой диморфизм (видимые различия между самцом и самкой) не выражен. Подвидов не образует. Молодые птицы отличаются более светлым оперением и отсутствием шлейфа из второстепенных маховых перьев.

## Распространение
Ареал африканской красавки ограничен южными районами Африки к югу от реки Замбези. Более 99 % популяции этих птиц приходится на Южно-Африканскую республику, где она считается национальной птицей. Также небольшая популяция этих птиц, насчитывающая не более 60 особей, гнездится на севере Намибии, в районе соляной впадины и национального парка Этоша-Пан. Редкие случайные пары журавлей встречаются ещё в пяти государствах.
Африканская красавка предпочитает гнездится на сухих травянистых предгорьях или полупустынном плато на высоте около 2000 м над уровнем моря. Если поблизости имеются заболоченные территории, то птица там охотно кормится и устраивается на ночлег. В сельскохозяйственных районах птица устраивает гнездо на пастбищах, полях под паром или нивах. Сезонная миграция происходит по высоте — в период размножения птица перебирается выше в горы.

## Размножение

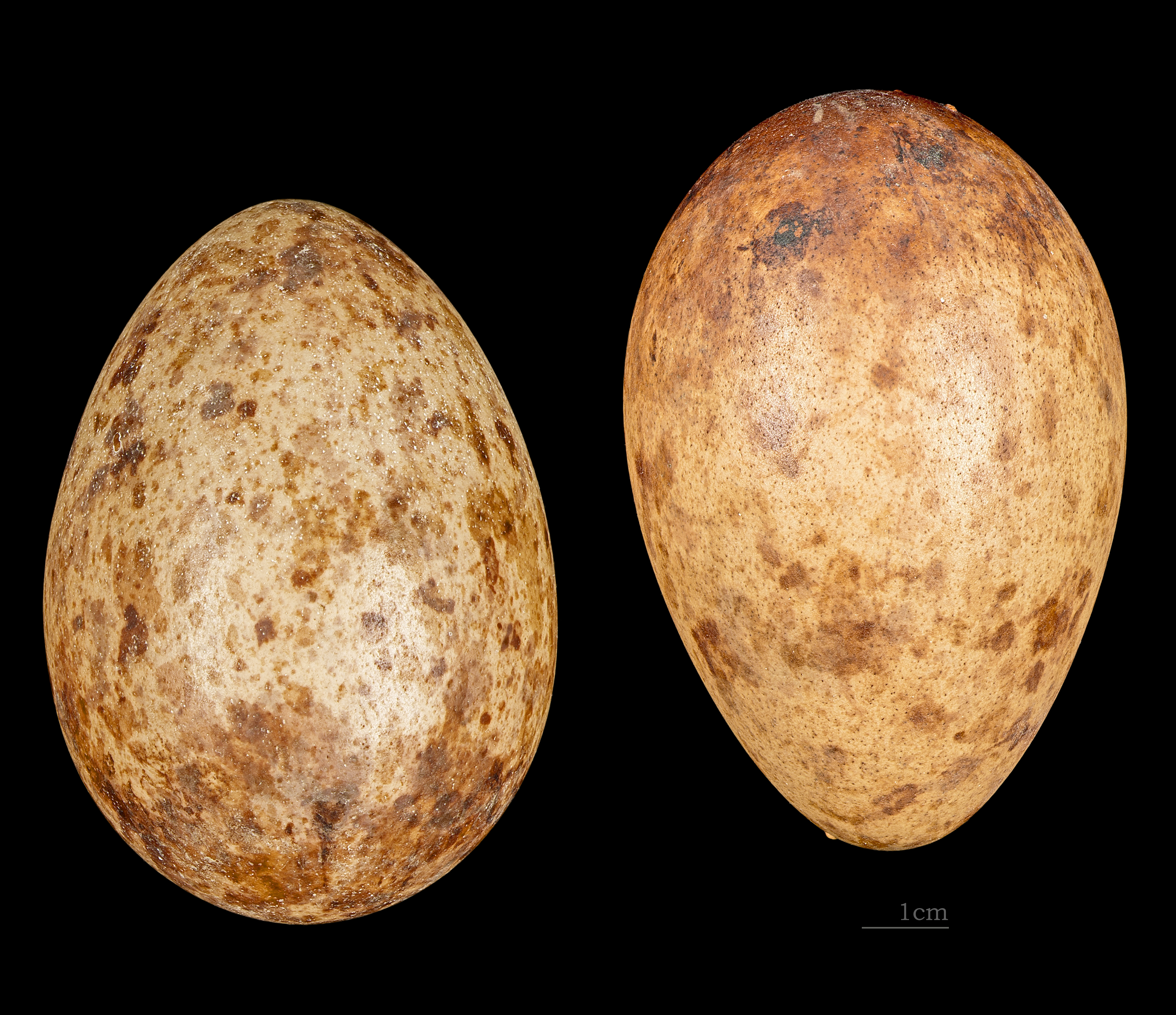
Африканская красавка

Половая зрелость молодых журавлей наступает в возрасте 3—4 лет. Прибыв к месту гнездования, которое обычно происходит в сентябре—феврале, самец и самка помечают свою территорию сложным прерывистым пением, при котором опрокидывают голову назад и клюв устремляют вертикально вверх. При этом самец всегда расправляет крылья, а самка держит их сложенными. Взаимное ухаживание сопровождается характерными журавлиными танцами, которые могут включать в себя подпрыгивания, перебежки, хлопанье крыльями, подбрасывание пучков травы или покачивание головой.
Самка обычно откладывает 2 яйца в густой низкорослой траве или же прямо на голой земле. Иногда гнездо строится возле воды, при этом в качестве строительного материала используются камыши и другие водные растения. В сельскохозяйственных районах кладка происходит на пастбищах, полях под паром и нивах после уборки на них урожая. Размеры яиц: 80,6—101 x 55,1—66,5 мм, вес в диапазоне 168,2—201,8 г. Оба родителя участвуют в насиживании, которое продолжается в течение 30—33 дней. Большую часть времени в гнезде проводит самка, а охраняет гнездо в основном самец. Птенцы становятся на крыло через 3—5 месяцев.

## Питание

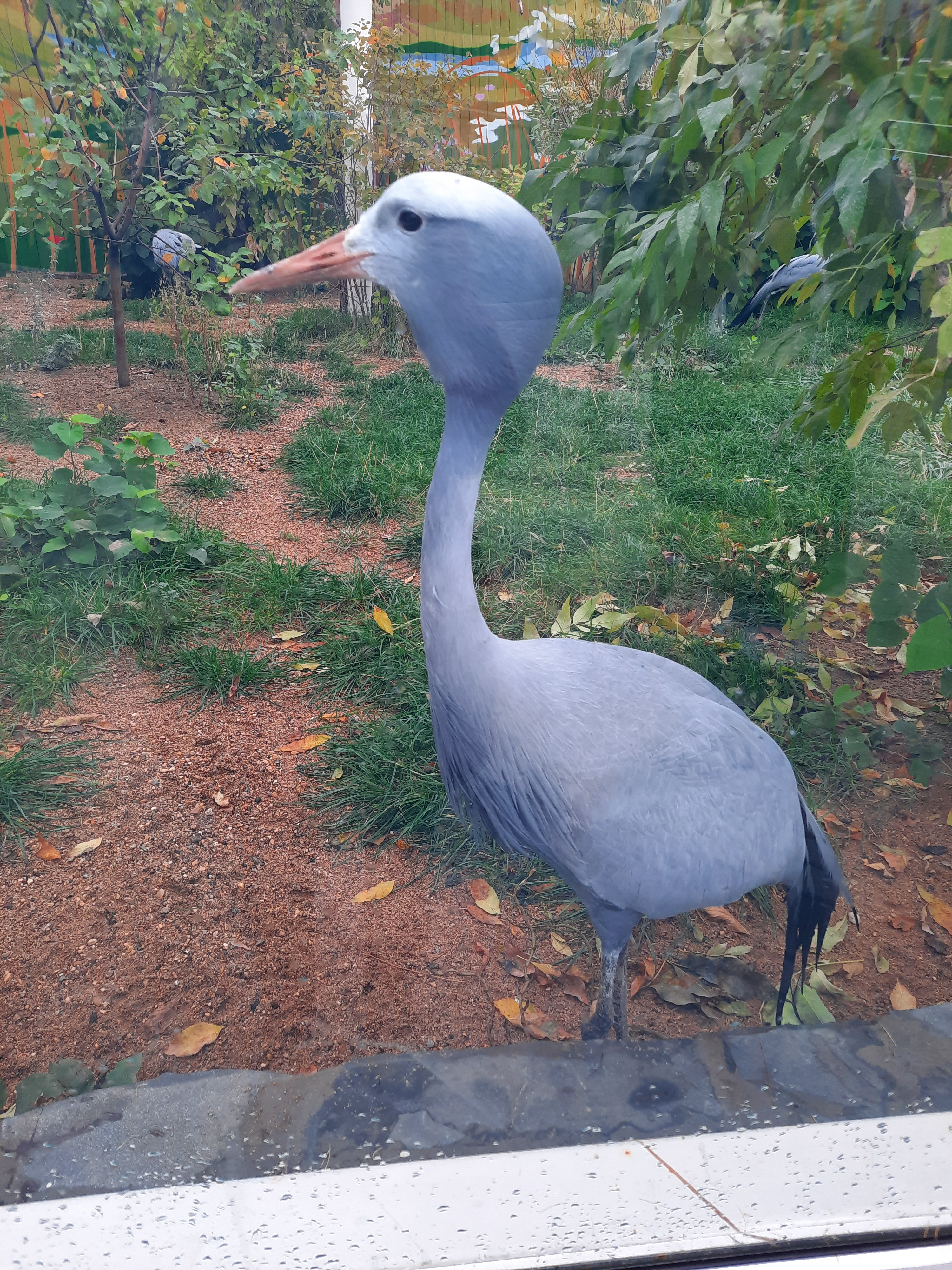
Райская красавка в Московском зоопарке (2023)

Африканские красавки всеядны, то есть питаются как животной, так и растительной пищей. Основной рацион составляют семена осоки и других трав, зерно, насекомые и мелкие позвоночные животные.

## Угрозы
Основными угрозами для выживания африканской красавки являются преднамеренная и непреднамеренная интоксикации, лесонасаждения лугов и пастбищ и последствия роста населения.

## Фото

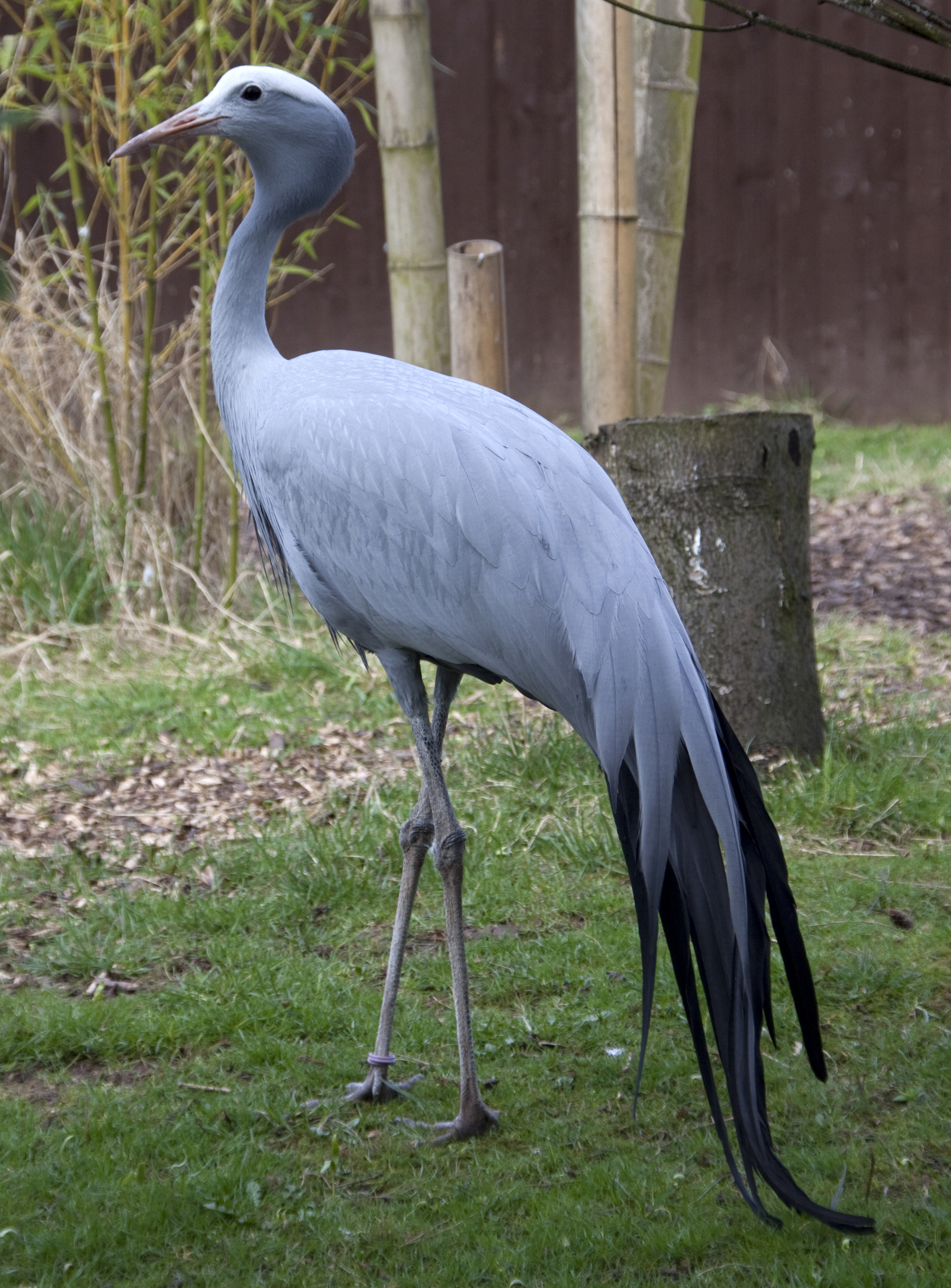
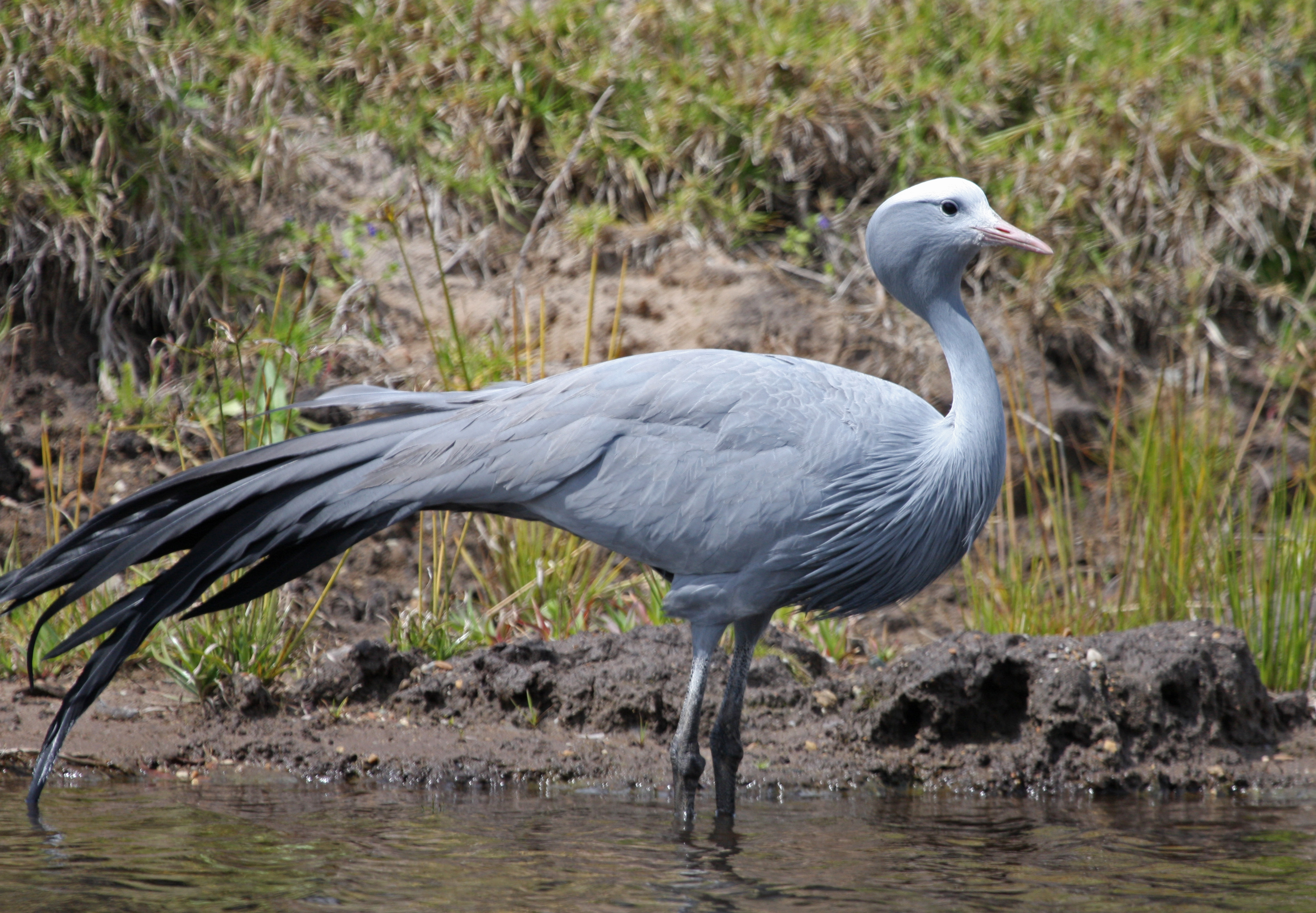
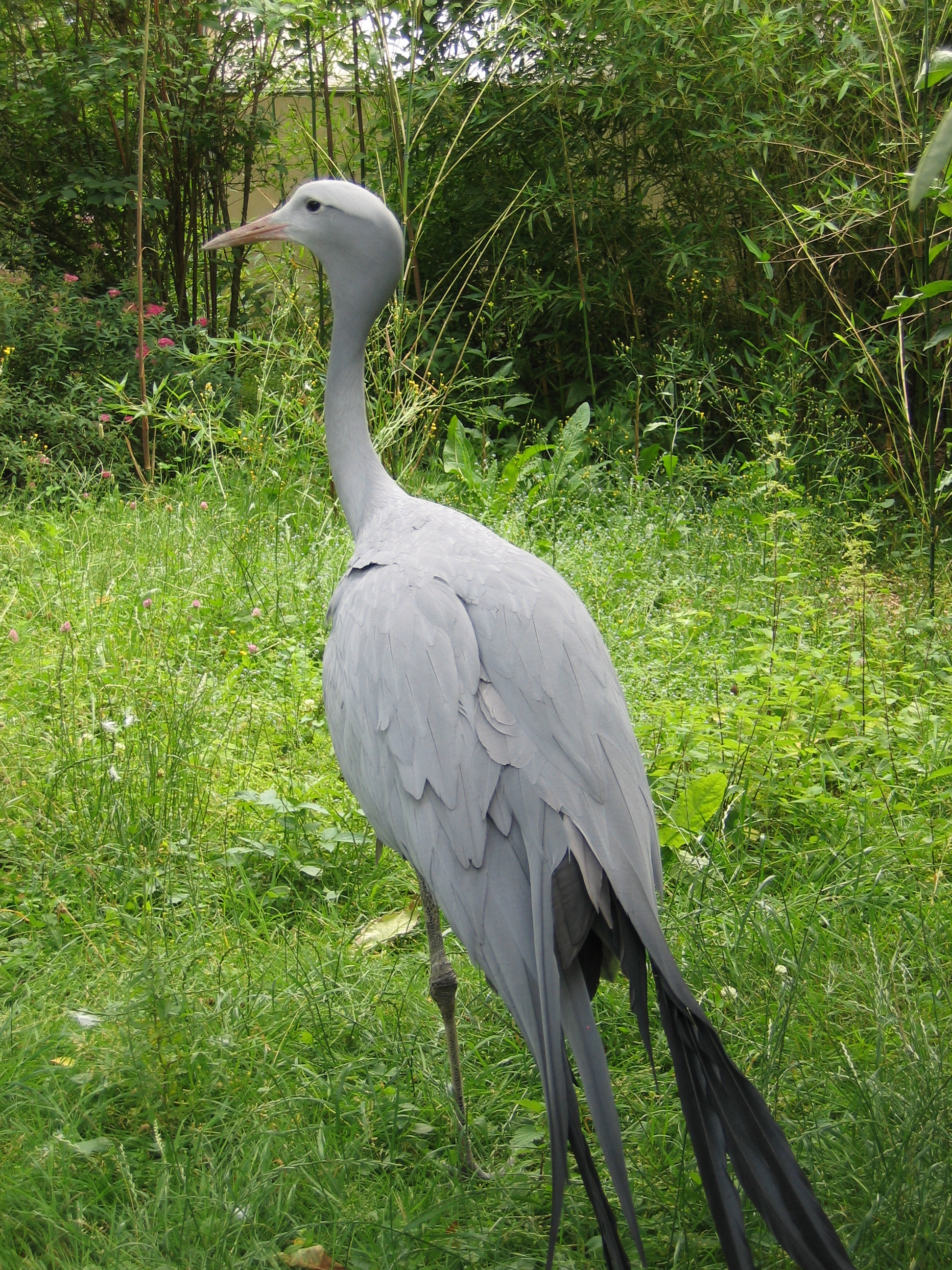
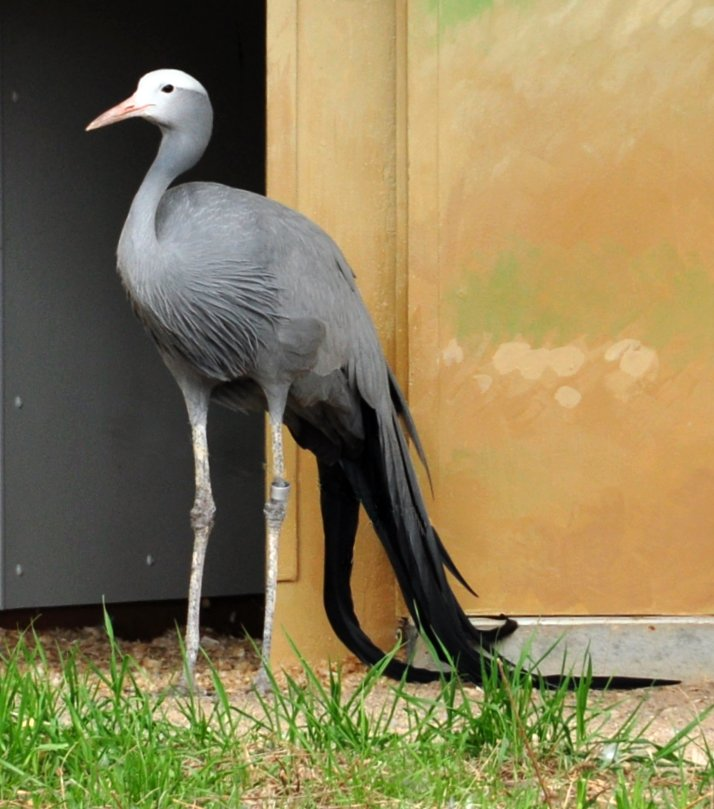
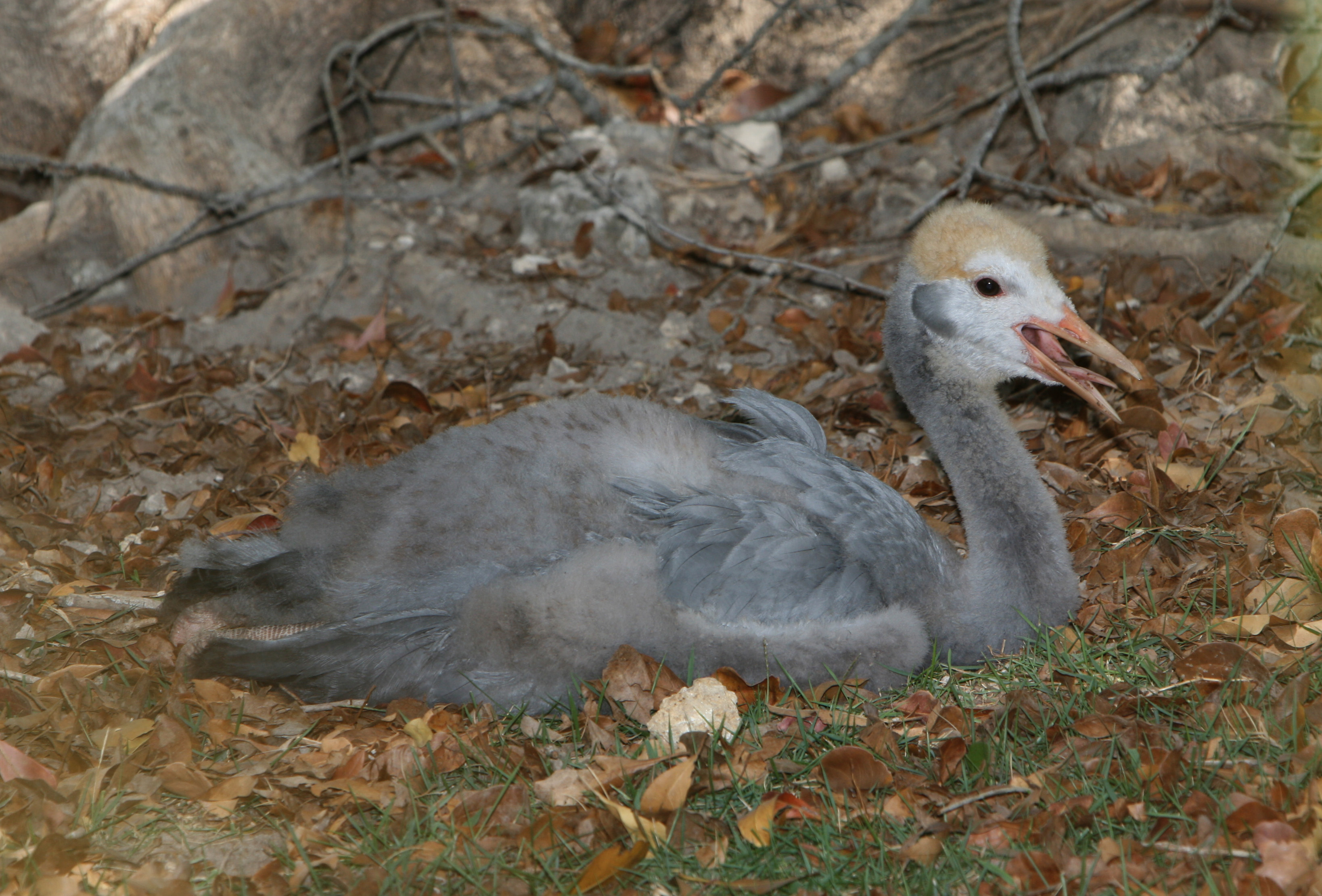
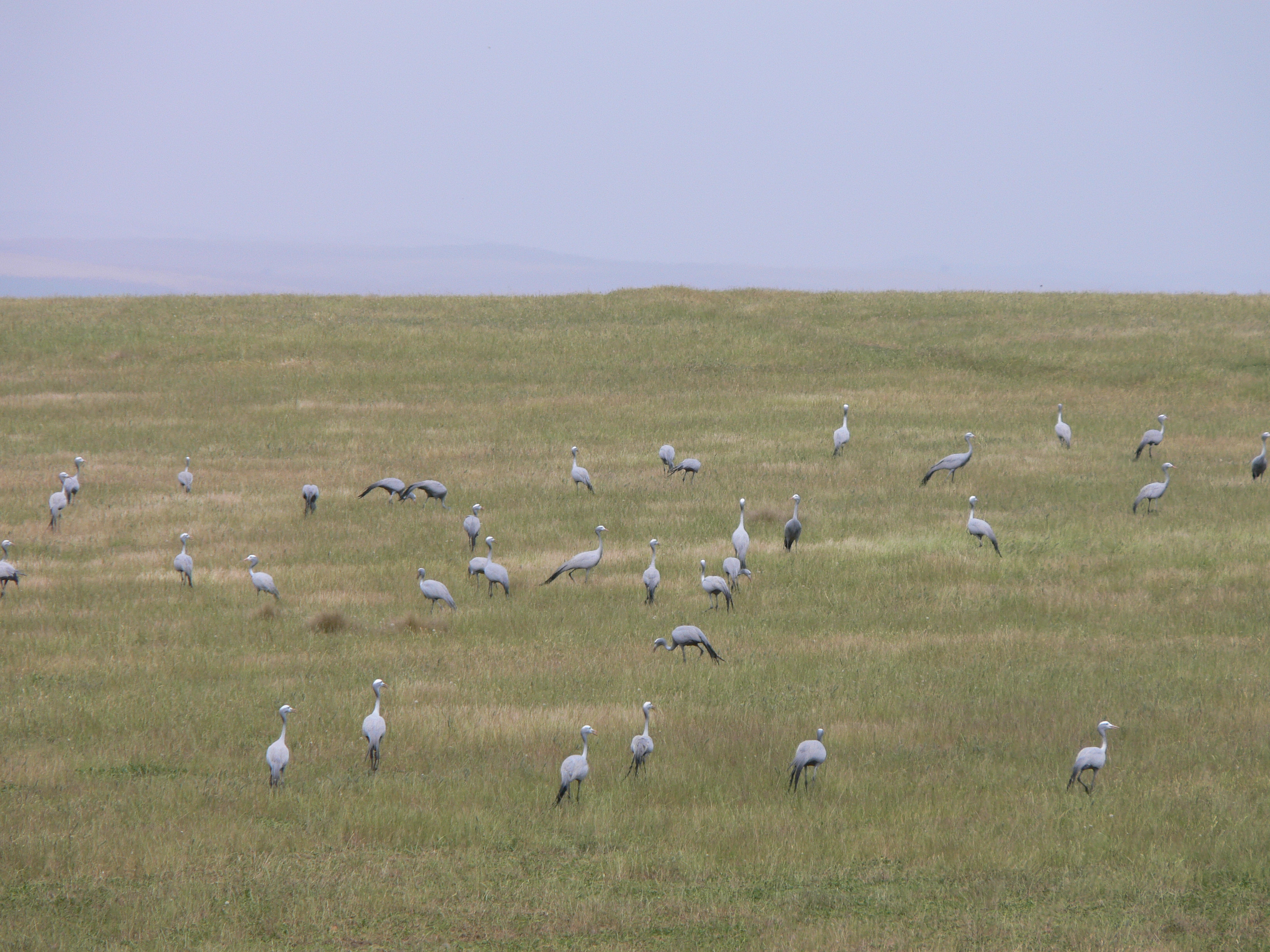